# Coelogyne pantlingii
Coelogyne pantlingii é uma espécie de orquídea epífita, família Orchidaceae, originária do Sikkim.